# Acraea caldarena
Acraea caldarena là một loài bướm ngày thuộc họ Nymphalidae. Nó được tìm thấy ở miền nam và tây nam Châu Phi.
Sải cánh dài 40–50 mm đối với con đực và 45–55 mm đối với con cái. Con trưởng thành bay quanh năm, nhiều nhất vào từ tháng 8 đến tháng 4 ở miền nam châu Phi .
Ấu trùng ăn các loài các loài Turneraceae, bao gồm Tricicleras longepedunculata và Adenia.

## Phụ loài
- Acraea caldarena caldarena (South Africa, Zimbabwe, Botswana, Angola, miền nam Zaire (Shaba), Zambia, Malawi, Mozambique, Tanzania, Kenya)
- Acraea caldarena neluska Oberthür, 1878 (bờ biển của miền đông Kenya và miền đông Tanzania)